# A Família de Elizabeth Teixeira
A Família de Elizabeth Teixeira é um documentário brasileiro de 2013, dirigido por Eduardo Coutinho, que conta o reencontro do cineasta com os principais personagens de “Cabra Marcado para Morrer”, trinta anos depois do lançamento deste.

## Exibições
O filme foi exibido pela primeira vez na 19ª edição do festival de cinema É Tudo Verdade.